# Návrat divokých koní 2013

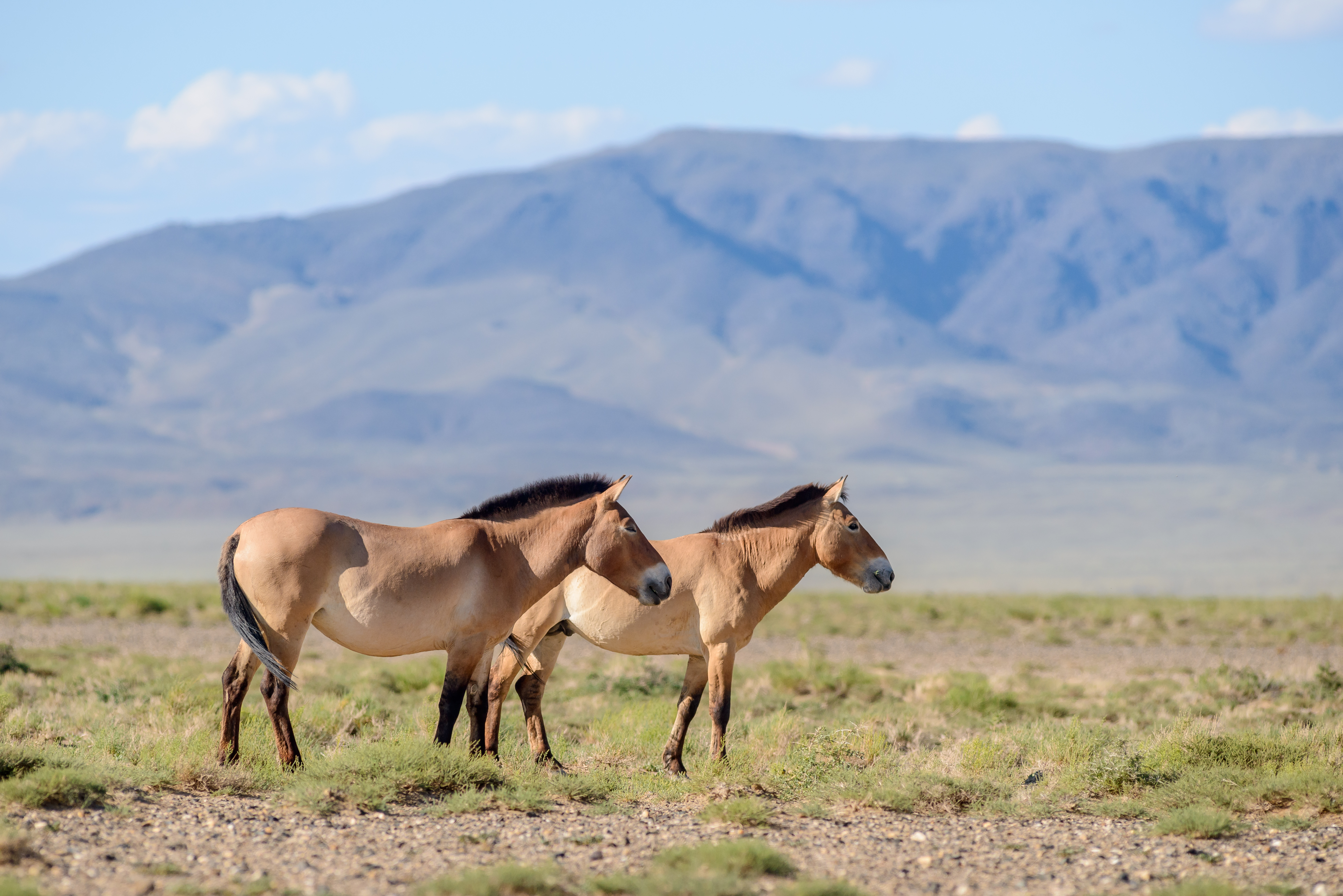

Návrat divokých koní 2013 je označení třetího ročníku reintrodukčního projektu Návrat divokých koní, který organizuje Zoo Praha. Na počátku července 2013 tak byl uskutečněn třetí český transport koní Převalského do Mongolska. Stejně jako v případě předchozího transportu (Návrat divokých koní 2012), směřovaly čtyři klisny i tentokrát do zvláště chráněného území Gobi B, lokality Tachin Tal. V zimě 2009/2010 postihly toto území kruté mrazy a sněhové bouře, po nichž se tamní populace koní Převalského snížila na třetinu. To byl hlavní důvod nasměrování další pomoci opět do Gobi B. Ačkoli se jednalo o logisticky obtížnou akci, po zkušenostech z úspěšného předchozího roku se podařilo leccos zlepšit, a tím i transport urychlit.

## Realizace transportu
Stejně jako v předešlých letech (Návrat divokých koní 2011 a Návrat divokých koní 2012) byl použit letoun Armády ČR typu CASA C-295M. Bez toho by nemohlo dojít k úspěšnému zvládnutí akce nejen z finančního hlediska, ale také z toho důvodu, že letouny CASA jsou schopné přistát na nezpevněné ploše letiště v Bulganu. Opět bylo získáno povolení pro přistání na tomto letišti, které je pro celou akci nezbytné. To má statut domácího letiště, a do transportu v roce 2012 proto nebylo nikdy využito pro vstup do země. Možnost využití letiště pro účely transportu opět schválila přímo mongolská vláda. Realizace by také nebyla možná bez dlouhodobého několikatýdenního pobytu pracovníka Zoo Praha v Mongolsku a rovněž bez úzké spolupráce s českým zastupitelským úřadem stejně jako s mongolskými kolegy z partnerské organizace ITG.

## Výběr koní
V koordinaci s vedením evropského záchovného programu (EEP) koní Převalského došlo k výběru několika vhodných mladých koní. Z předešlého roku byly k dispozici tři klisny. V druhé půli roku 2012 pak byli vytipováni a následně též dovezeni do Chovné a aklimatizační stanice Zoo Praha v Dolním Dobřejově další čtyři koně. Tyto klisny pocházely z Belgie, Německa i Maďarska. U dvou dovezených zvířat se ukázalo, že není možné, aby v danou chvíli cestu do Mongolska absolvovali. V jednom případě se jednalo o zhoršenou fyzickou kondici a v druhém případě o březost. Po zvážení všech pro a proti byla pro transport a repatriaci vybrána již tradičně čtyři zvířata. Klisna Rotina však začala při nakládání vykazovat extrémně silnou negativní reakci na stres, a tak bylo rozhodnuto, že její místo v transportu zaujme náhradnice. Do Mongolska tak letěli tito koně:
- Spange (klisna, narozena 29. 4. 2006, Wisentgehege Springe, Německo)
- Lotusz (klisna, narozena 12. 5. 2009, NP Hortobágy, Maďarsko)
- Jacint (klisna, narozena 21. 5. 2007, NP Hortobágy, Maďarsko)
- Barca (klisna, narozena 21. 5. 2009, Tierpark Berlin, Německo)

## Průběh transportu
Transport probíhal ve dnech 1. až 4. července 2013. První den brzy ráno začal v Dolním Dobřejově již tradičně tak, jako v předchozích letech, a to oddělením vybraných klisen a jejich nakládáním do přepravních beden. Při nakládání došlo k výměně dvou samic, protože ta původně vybraná pro transport vykazovala silné stresové reakce. Letoun s koňmi na palubě odstartoval z Prahy-Kbel dle plánu v 15:00. Teplota vzduchu na palubě byla udržována na 15 až 18 stupních Celsia. Tradiční mezipřistání proběhla v Kazani a Novosibirsku, čímž byl let rozdělen do tří přibližně pětihodinových částí. Zastávka v Novosibirsku trvala déle, než bylo plánováno, kvůli úředním formalitám. V Mongolsku na letišti v Bulganu přistál letoun druhého července v 14:40 tamního času (9:40 pražského času), tedy přibližně 26 hodin od začátku transportu. Vyřízení všech formalit a překládka koní na nákladní auta dohromady trvaly necelé dvě hodiny. Pak již mohla začít cesta na místo určení. Oproti předchozímu roku se podařilo zajistit lepší auta, a tak již za tři hodiny bylo dosaženo místa, kde končí asfaltová silnice a začíná ryze stepní část cesty. K aklimatizační ohradě dorazil konvoj krátce po půlnoci tamního času (pozn.: v průběhu trasy z letiště se překonává hranice časových pásem). Doba transportu byla oproti předchozímu roku o několik hodin kratší. Všechny klisny dorazily v pořádku.

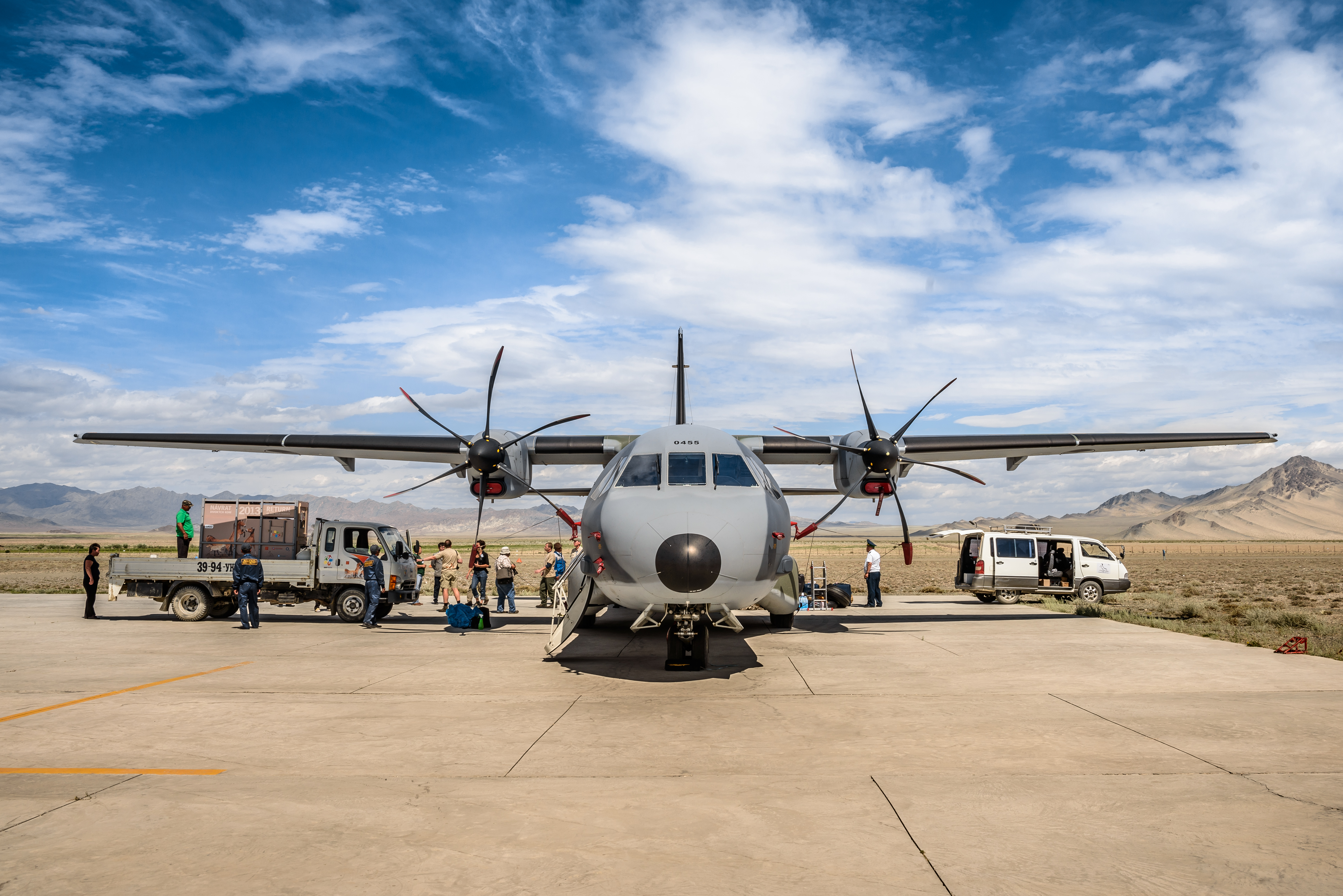
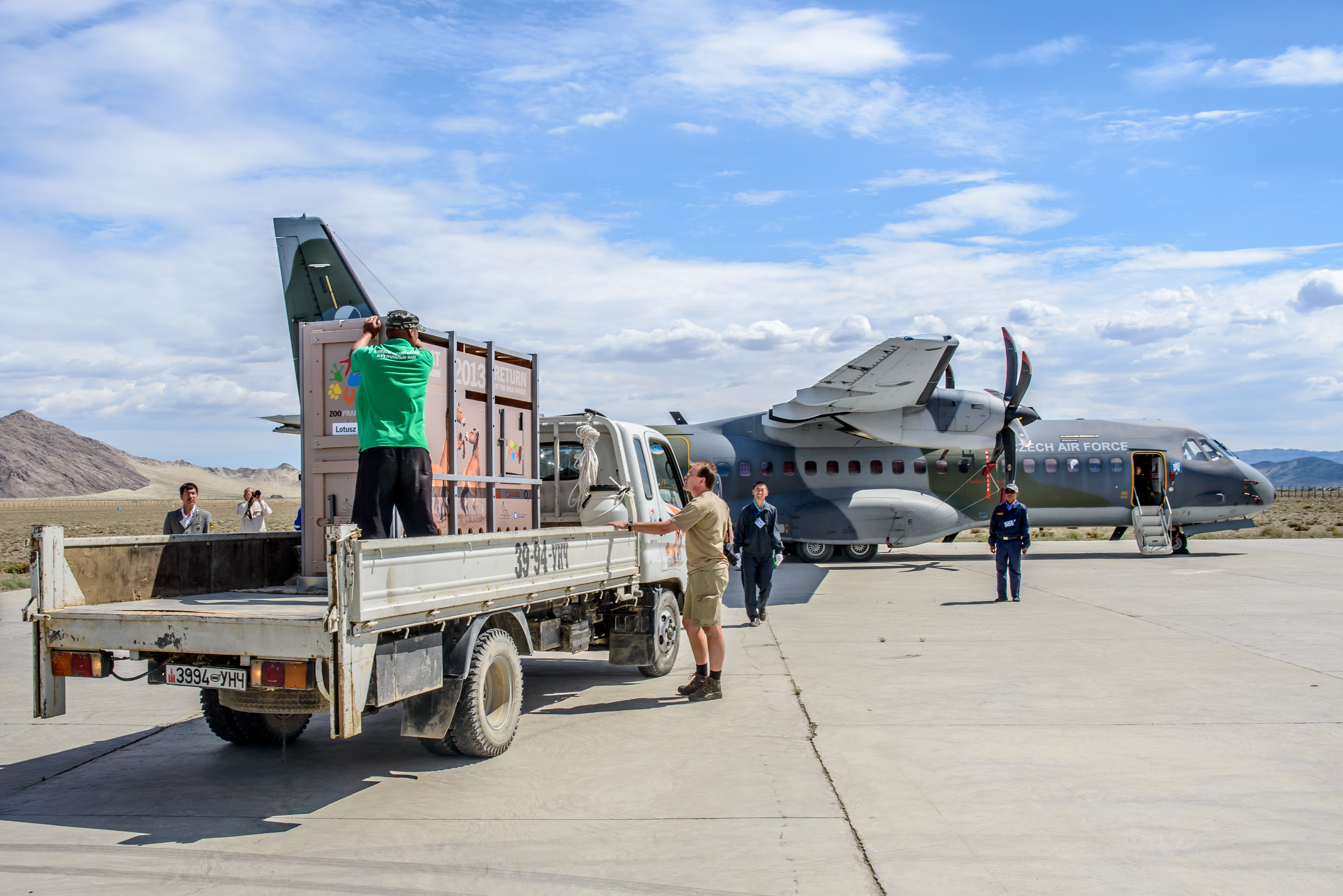
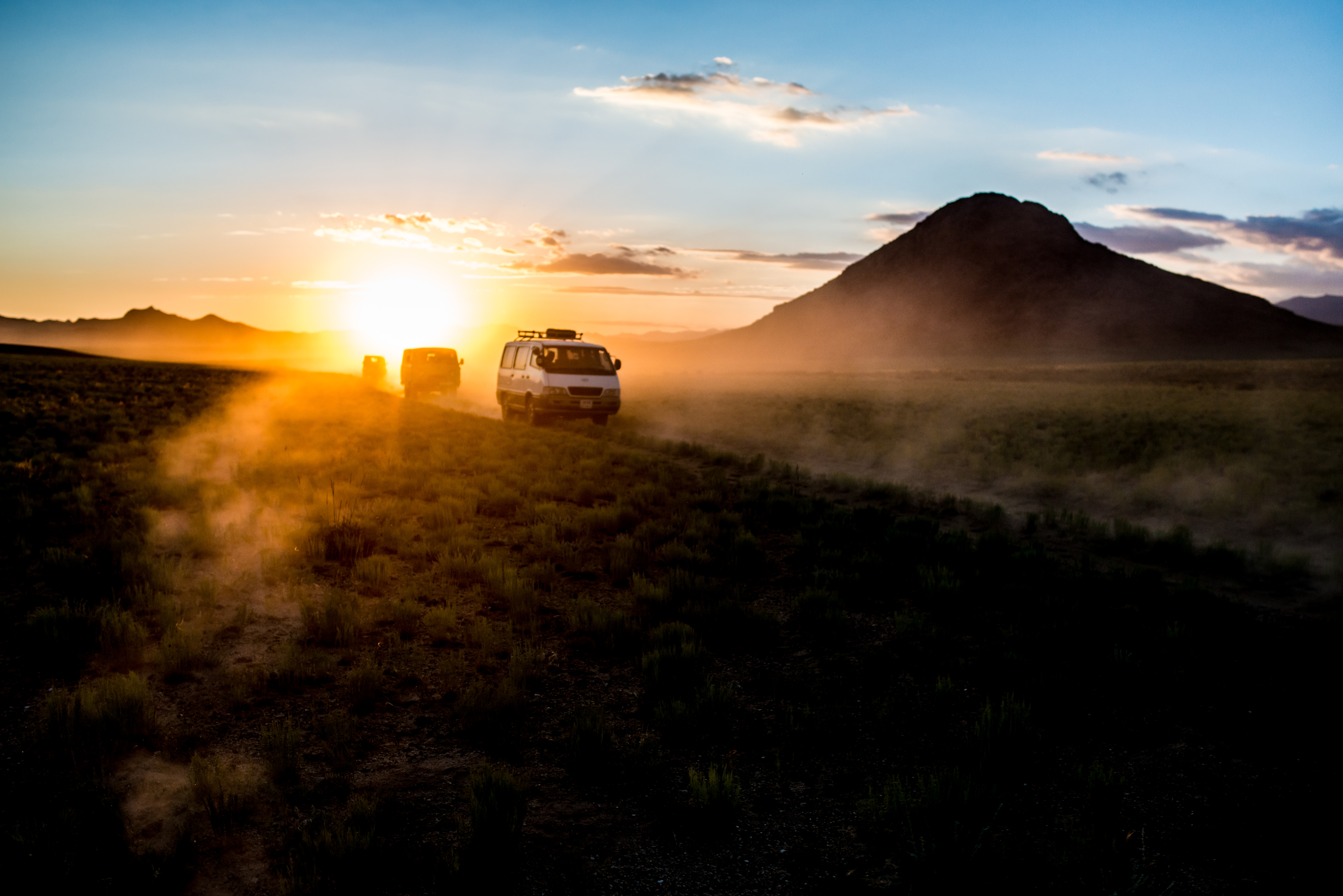
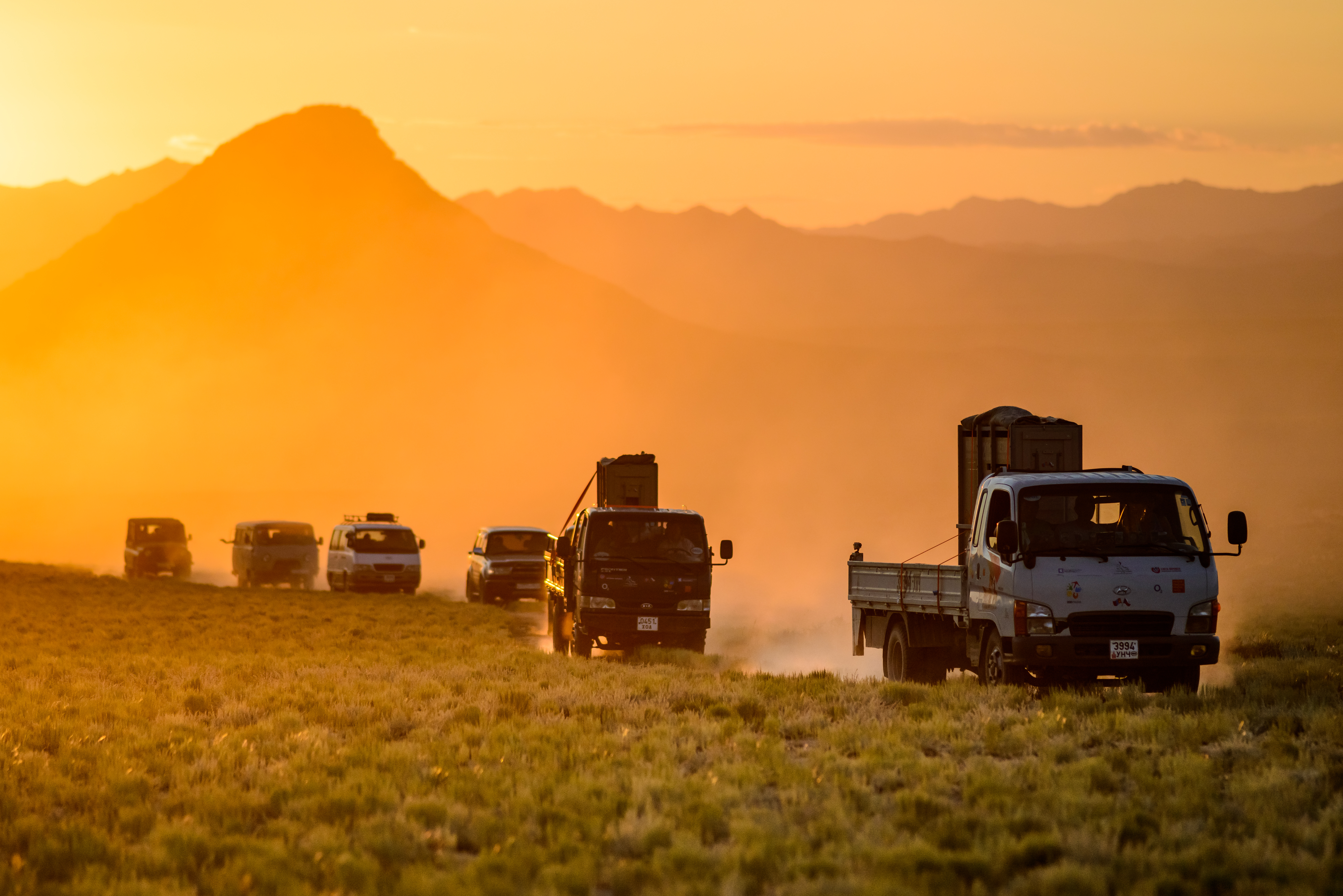
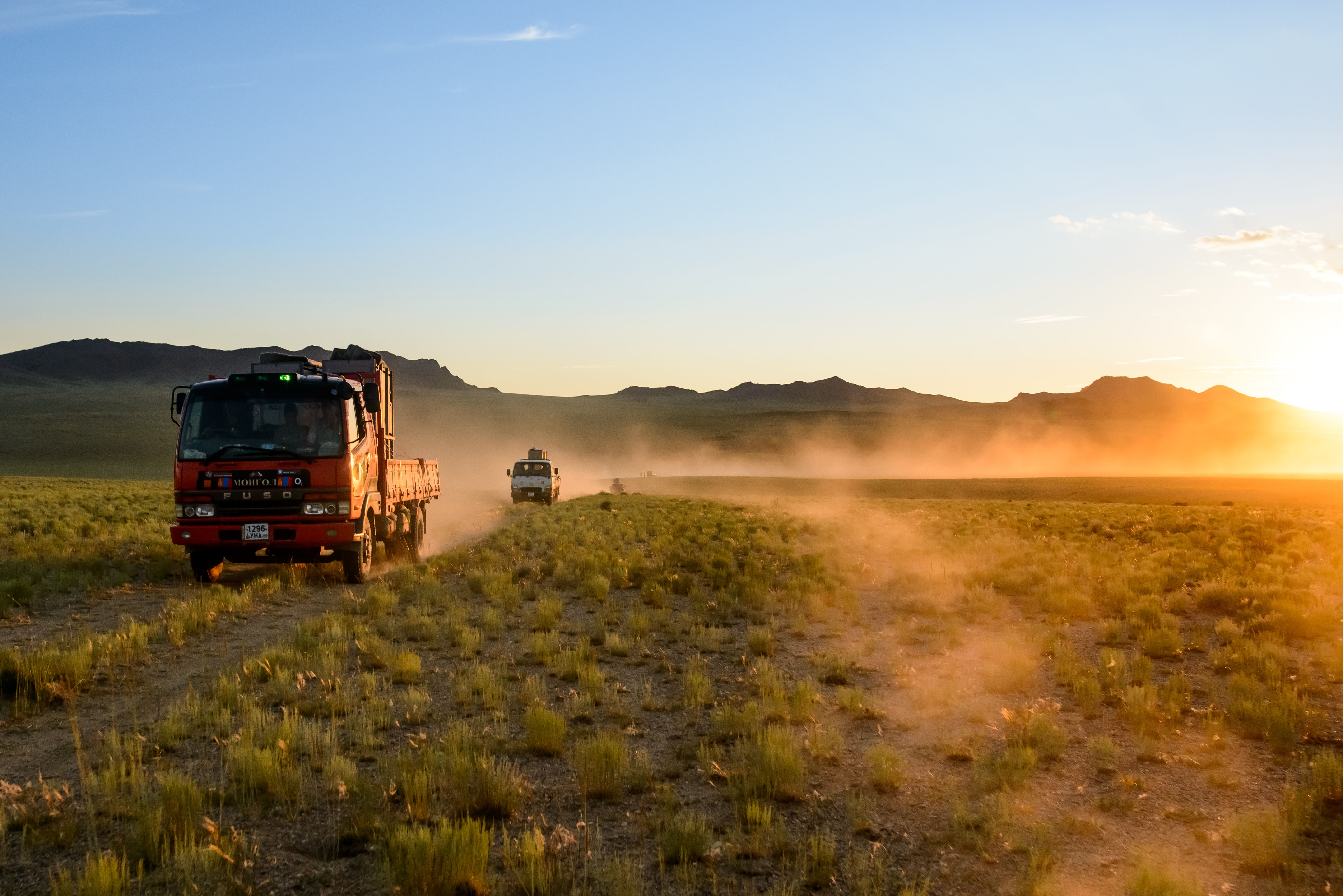
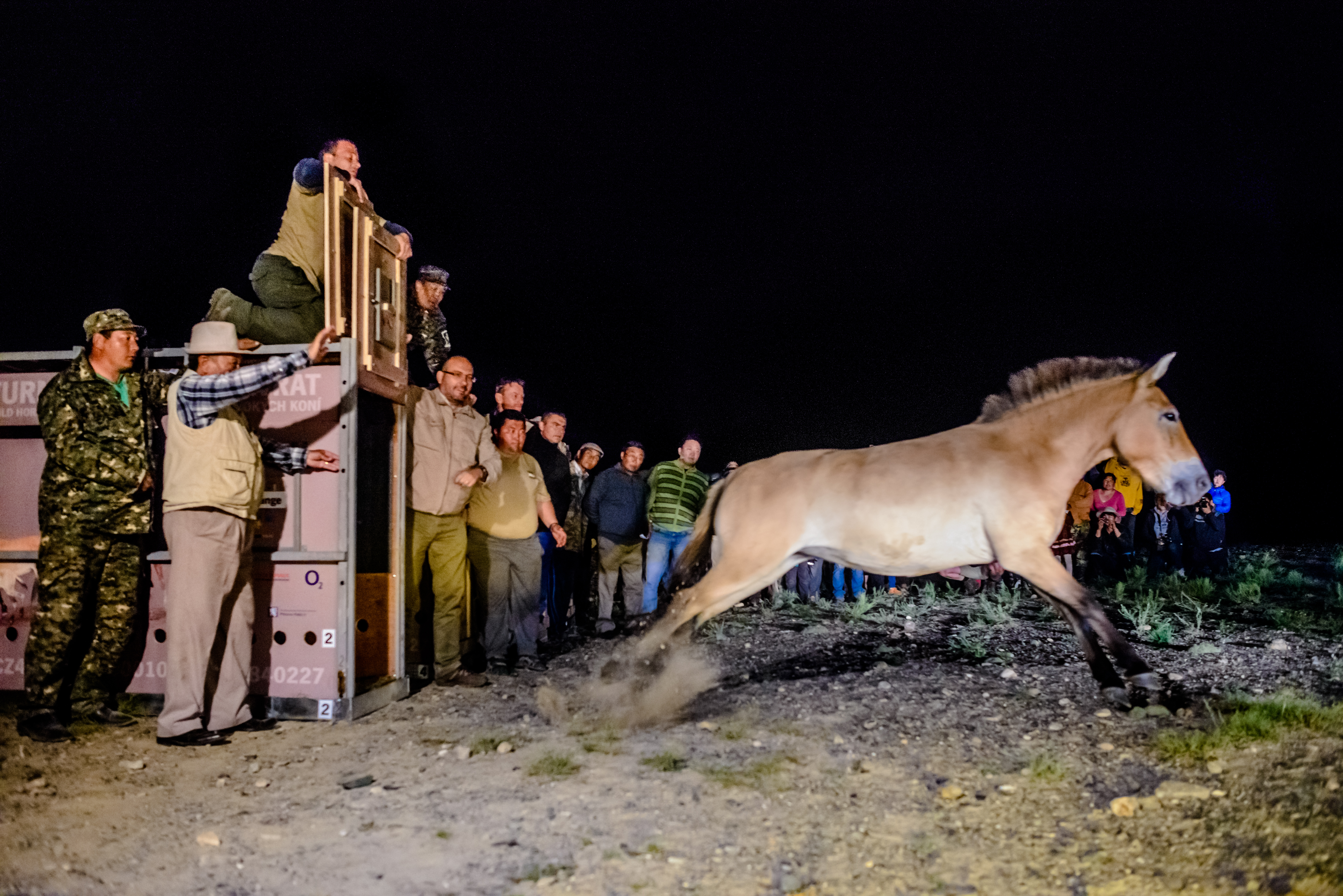

## Od transportu po současnost
V noci 22. července 2013, tedy necelé tři týdny po transportu, se ke klisnám do aklimatizační ohrady probojoval hřebec Mogoi (*2007). Všichni společně pak pod dozorem rangerů přezimovali v aklimatizačním areálu o ploše 25 ha. Na jaře proběhla vakcinace a následně 15. května 2014 vypuštění celého harému do volnosti. S Mogoiem však začal soupeřit jiný hřebec, a tak se strážci rozhodli raději stádo zavřít zpět do aklimatizační ohrady. Do nejvzdálenější ohrady pak byl umístěn i harém druhého hřebce Barse, který byl navíc po souboji poraněný. Nové vypuštění Mogoiova harému proběhlo 30. června 2014. Samice Jácint (nově pojmenovaná Tsaskhan) a Spange (nově Baigali) zabřezly. Jácint však pravděpodobně kvůli potyčkám mezi hřebci potratila. Spange porodila mládě 13. srpna 2014, ale to později uhynulo. I tak se však jednalo o cennou zkušenost pro obě klisny.